# Villasbuenas
Villasbuenas – gmina w Hiszpanii, w prowincji Salamanka, w Kastylii i León, o powierzchni 39,51 km². W 2011 roku gmina liczyła 226 mieszkańców.